# Expresa TV
Expresa TV (con el indicativo de señal XHCEP-TDT,  anteriormente como Once Celaya) es un canal de televisión mexicano con concesión social de ámbito local, perteneciente al Patronato de Televisión Cultural de Guanajuato. Emite desde la Ciudad de Celaya.

## Historia
La estación XHCEP-TDT ha pasado por dos etapas: la primera, como canal social operado por Octavio Arvizu Villegas; y la segunda y más reciente, como canal social operado técnicamente por Teleradio.

### Como Once Celaya
Fue fundado por Octavio Arvizu Villegas el 20 de noviembre de 1988, como señal de prueba con un transmisor de 10 watts y ubicados en el último piso superior del edificio La Torre, en Blvd. Adolfo López Mateos esquina con Mutualismo, con el primer camarógrafo Mario Muñoz Salinas y participando activamente René Flores, Ofelia Ramírez, Francisco Rico, el fundador del canal, entre otros.
La televisión experimental de Celaya termina su periodo de prueba el 18 de diciembre de ese mismo año. Al inicio de 1989, Canal Once realizó el primer circuito cerrado de televisión en los Cinemas Gemelos (hoy extintos), con motivo de la toma de posesión como presidente municipal del Ing. Javier Mendoza Márquez. El 11 de enero de ese año, la Secretaría de Comunicaciones y Transportes recibió la documentación y solicitud oficial para operar oficialmente como canal de televisión.
Durante el mismo año en el mes de septiembre, el presidente Carlos Salinas de Gortari visita Celaya, donde Canal Once cubre su segundo evento y aprovecha la visita para entregar la documentación respectiva y le solicita su intervención para obtener el permiso de televisión lo más pronto posible. Con estas imágenes, Canal Once reanuda sus transmisiones que duran aproximadamente un año.
En agosto de 1990, un incidente provocó el apagado temporal del canal; ya que se presentaron dos inspectores de la Secretaría con el objeto de certificar las quejas interpuestas por Televisa del Bajío, ya que algunas personas de Celaya tenían un transmisor en el canal 10 y bloqueaban la estación de León (XHLGT-TV), por lo que fue localizado este equipo y fue decomisado. No obstante, al mismo tiempo cortaron las transmisiones de Canal Once de Celaya. Posteriormente, durante algunos días, en el jardín principal se estuvieron recabando firmas de apoyo para que se permitiera reabrir las transmisiones, obteniendo más de 13 mil firmas de apoyo; donde incluso logró recabar apoyo de género económico.
En febrero de 1991 se consiguió un permiso para transmitir en el canal 4 con 50 watts de potencia, pero por cuestiones técnicas esta sintonía no era favorable (Canal 3 y Canal 5 ya estaban ocupados respectivamente como repetidoras de Canal 5 y Canal de las estrellas operados por Televisa Querétaro), así que se solicitó a la secretaría el cambio de frecuencia y se autorizó se transmitiera por el canal 9 de los televisores. Pero el Canal Once ya llevaba cuatro años transmitiendo en el canal once y nunca se había tenido problemas mayores con la señal, así que se volvió a solicitar este canal. El 11 de diciembre de 1991 se recibe por fin el permiso para instalar y operar una estación de televisión en la ciudad de Celaya, Guanajuato, con el indicativo XHCEP-TV, en el Canal 11; el cual transmite hasta la actualidad.
Previo al 31 de diciembre de 2015, el canal padecía un futuro incierto; derivado de la iniciativa federal de la ejecución del apagón analógico a ejecutarse en Celaya en diciembre del 2015. Debido a una falta de recursos económicos y al ser un canal permisionado, Octavio Arvizu Villegas, precursor de la televisión en Celaya, informó que el Canal 11 podría desaparecer antes de cumplir los 25 años de transmisión ininterrumpida además de no poder transmitir su señal en televisión digital; ya que no disponía del equipo necesario para transmitir en señal digital a pesar de disponer un canal digital en la señal 46.1; por otro lado, había proyectos y planes que el fundador tenía previsto realizar previo a la ejecución del apagón. Esta situación se unía a la falta de pago a su personal; quien ha trabajado sin recibir pago alguno. La causa ha sido su poca cobertura, ya que pocos sintonizan la señal abierta y la cobertura en televisión por cable es insuficiente. Además, su calidad de señal permisionada no le permite insertar publicidad, lo cual le apoyaría. El más grave de los problemas radicaba en un presupuesto de 15 millones de pesos de parte conjunta entre el gobierno de Celaya y el gobierno estatal; y la compra del equipo excede el presupuesto asignado.
No obstante lo anterior, y con apoyo del gobierno estatal, comenzó a transmitir señal digital en el canal 46 de televisión digital; y en octubre de 2016 se informó que por órdenes del Instituto Federal de Telecomunicaciones y una reorganización mexicana en términos televisivos, había sido asignado al nuevo canal virtual 15.1; por lo que en la actualidad, posee una gran cobertura como en tiempos antiguos.
Canal Once Celaya transmitía con 500 watts de potencia desde la colonia Renacimiento en su edificio principal; cuya potencia cubre adecuadamente la ciudad de Celaya.

### Como Expresa TV
El 16 de julio de 2018, en el reordenamiento de canales físicos digitales, el Instituto Federal de Telecomunicaciones le cedió el canal digital 19 en reemplazo del canal digital 46; cuya frecuencia de operación se reservó para tecnologías digitales. El 16 de julio de 2018, el canal empieza a ser operado en el área técnica por Televisión Teleradio, una empresa que  que opera servicios de televisión por cable.

## Situación actual
Aunque el canal 15.1 aún continúa con concesión para uso social; el canal empezó a recibir apoyo técnico y operativo de parte de Televisión Teleradio, el canal aún conserva a Octavio Arvizu Villegas como apoderado legal en representación de Patronato Pro-Televisión de Guanajuato; razón social que inscribió en la solicitud del canal.

## Programación
Su programación perfila en acontecimientos de perfil regional y local; transmitiendo una barra de noticieros diaria en tres emisiones, encabezadas por el periodista Victor Gómez. Desde la llegada de Televisión Teleradio a la operación de Expresa TV, se amplió la cobertura de programación propia, local y regional con programas de corte deportivo, de revista, salud, turístico y muchos otros más.